# Trou de Fer
Pour les articles homonymes, voir Trou.
 (juin 2023).
Si vous disposez d'ouvrages ou d'articles de référence ou si vous connaissez des sites web de qualité traitant du thème abordé ici, merci de compléter l'article en donnant les références utiles à sa vérifiabilité et en les liant à la section « Notes et références ».
Le Trou de Fer ou Trou d'Enfer est une dépression géologique du massif du Piton des Neiges située dans le nord-est de l'île de La Réunion, département et région d'outre-mer français du sud-ouest de l'océan Indien.

## Géographie

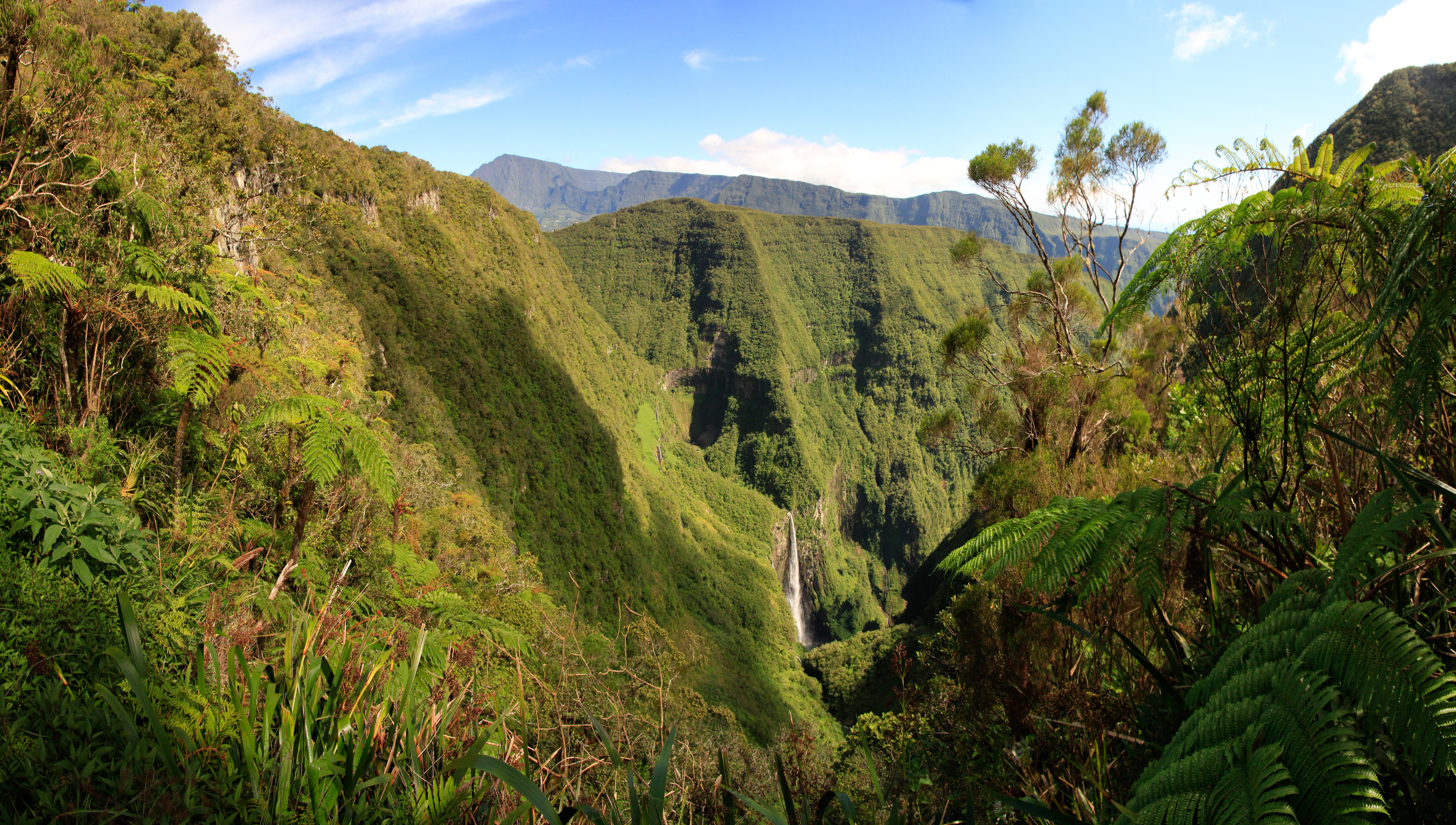
Le Trou de Fer depuis les pentes du gouffre avec au centre la cascade du Bras de Caverne ; en arrière-plan à l'horizon la Roche Écrite.

Cette dépression se présente sous la forme d'un gouffre de près de 300 mètres de profondeur au nord du plateau formé par la forêt de Bélouve, à l'ouest de celui qui abrite la forêt de la Plaine des Lianes et à l'est d'un rempart surplombé par le sommet appelé l'Éperon qui domine par ailleurs le lieu-dit Salazie.
Les nombreux cours d'eau irréguliers dont le Bras de Caverne et la ravine Mazerin qui s'engouffrent dans le Trou de Fer forment une chute qui atteint 725 m de dénivelé, la plus haute chute d'eau du territoire français, et l'une des chutes d'eau les plus élevées du monde. En contrebas, le Bras de Caverne s'échappe par le nord à travers un étroit défilé et se jette dans la rivière du Mât, qui s'échappe quant à elle du cirque de Salazie.
Le Trou de Fer est traversé par la limite communale séparant Salazie de Bras-Panon.

## Exploration
Très inaccessible, le Trou de Fer n'a été exploré par des hommes encordés qu'à la fin du XXe siècle. La première expédition conduite par Pascal Colas en 1989 a été un échec en raison des pluies diluviennes. La seconde, réalisée en octobre 1990, a en revanche réussi. L'un des bidons étanches perdu l'année précédente a été retrouvé intact avec les pellicules qu'il contenait dans une grotte élevée où les premiers explorateurs avaient trouvé refuge dans le Bras de Caverne. L'expédition de 1990, sponsorisée et filmée par Ushuaïa - TF1 - Les Productions de l'Aigle, était composée de Pascal Colas, Marie-Anne Chamel, Patrick Moret et Vincent Terrisse. D'une durée de plus de 2 semaines, l'expédition a nécessité 15 porteurs, un médecin (Jean-Luc Chéron), le caméraman d'Antenne 2 Bruno Cusa et quelques accompagnateurs locaux. 
Il est depuis plus longtemps l'un des passages obligés des touristes qui se laissent tenter par un survol en hélicoptère au-dessus de l'île depuis la côte Ouest ou l'aéroport de Saint-Pierre-Pierrefonds.
Il est possible d'accéder à un point de vue en prenant la voiture puis en marchant pendant quelques heures à travers la forêt le long d'un chemin qui n'est pas très difficile. Cependant, la dépression est souvent invisible depuis ce belvédère du Trou de Fer du fait de la brume qui dégrade la visibilité, même tôt le matin.